# الشطوط التونسية المالحة

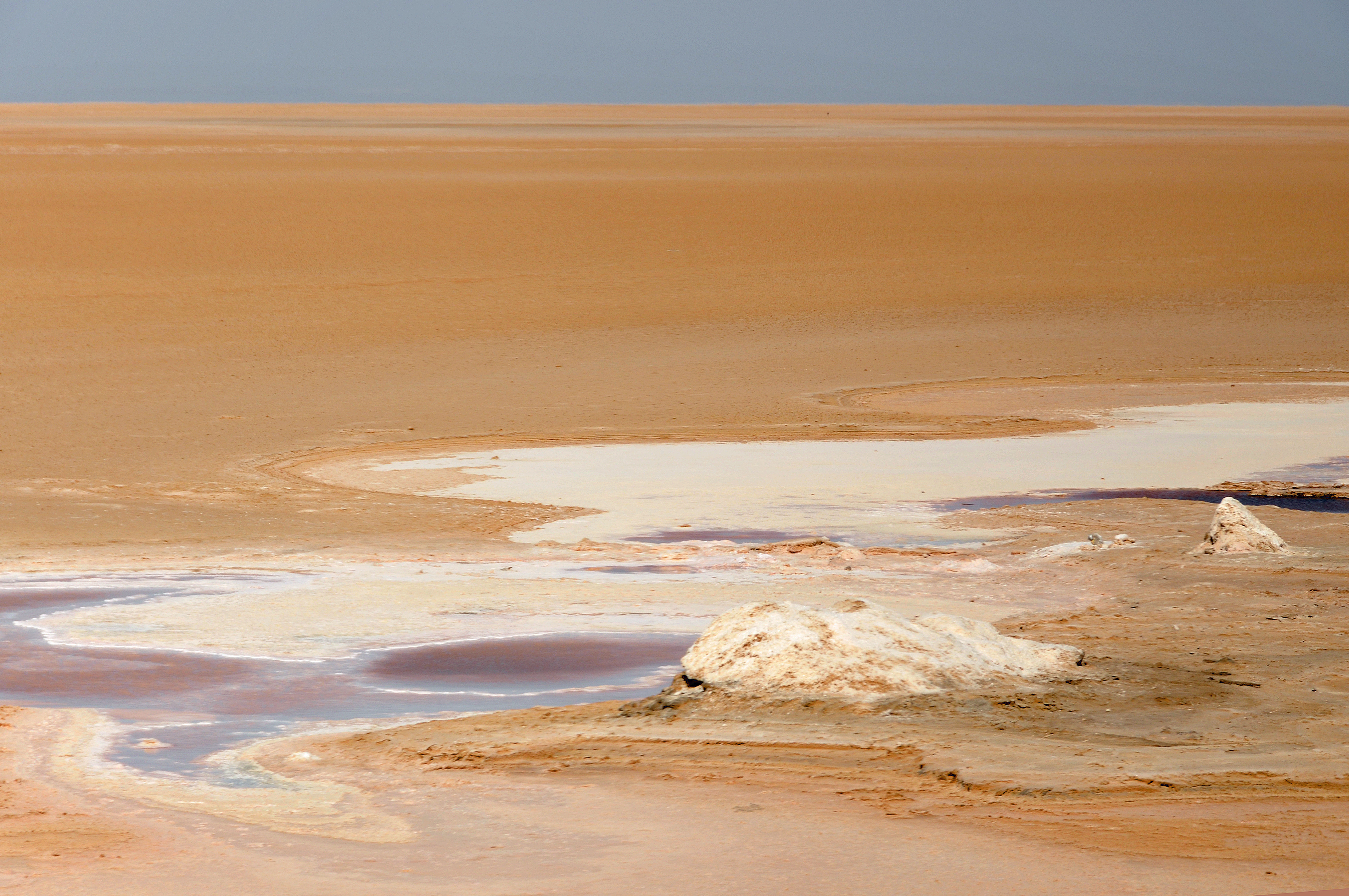
شط الجريد إحدى البحيرات المالحة التونسية

الشطوط التونسية المالحة هي سلسلة من البحيرات في وسط تونس، تقع جنوب جبال الأطلس على الحافة الشمالية للصحراء الكبرى، وتشمل البحيرات من الشرق إلى الغرب شط الفجاج وشط الجريد وشط الغرسة.

## جغرافية
هذه البحيرات المالحة تمتد بشكل مستقيم مع انقطاعين قصيرين فقط من البحر الأبيض المتوسط في خليج قابس إلى الحدود الجزائرية، التي يتعمق فيها لمسافة كبيرة. فإن هذه الشواطئ، بالمعنى الدقيق، ليست بحيرات في الوقت الحاضر. فهي مناطق مستوية ناعمة (في حالة الأكبر منها، شاطئ الجريد، الذي يقع بضعة أقدام تحت مستوى سطح البحر المتوسط)، والتي تكون خلال أكثر من نصف العام مسطحات طينية جافة مغطاة بطبقة سميكة من الملح الأبيض أو الرمادي. تعطي هذه الطبقة الملحية لها، عن بعد، مظهر أوراق كبيرة من الماء.
خلال فصل الشتاء، وعندما يكون لأثر الأمطار الشتوية النادرة، قد يصل عمق المياه في هذه الشواطئ إلى 3 أو 4 أقدام، مما يجعلها غير قابلة للعبور تماماً بسبب تسيل الطين. في غير ذلك، ولمدة حوالي سبعة أشهر في السنة، يمكن عبورها سيرًا على الأقدام أو بركوب الخيل. يبدو من المحتمل أن هذه الشواطئ (على الأقل شاطئ الجريد) كانت في وقت ما ممراً إلى البحر الأبيض المتوسط، والذي تم قطعه عنها بسبب ارتفاع شريط ضيق من الأرض على خليج قابس. ومع ذلك، فإنها منطقة تشهد نشاطًا بركانيًا سابقًا، وقد تكون هذه الانخفاضات المالحة ناتجة عن ذلك السبب. يعتبر الإنسان على الأرجح العامل الرئيسي في الوقت الحاضر في جعل هذه الشواطئ بلا ماء. حول هذه البحيرات المالحة، هناك عدة ينابيع تنبع من التلال الرملية. تكاد جميع هذه الينابيع تكون بدرجة حرارة عالية جدًا، غالباً ما تصل إلى درجة الغليان. بعضها يحمل ملحًا، بينما البعض الآخر عذب وليس به ملوحة، على الرغم من أنها ساخنة جدًا. بفضل كثرة مياهها، فإنها تشكل في عدة أماكن أنهارًا تتدفق بشكل دائم. لولا تدخل الإنسان، لوجدت هذه الأنهار طريقها في جميع الأوقات إلى الانخفاضات المجاورة، التي ستحافظ على نفسها كبحيرات مائية. لكن لفترة طويلة من الماضي، تم استخدام الجداول العذبة (السائدة) للري بدرجة كبيرة بحيث لا يُسمح بتدفق كميات كبيرة من المياه الثمينة إلى حوض البحيرة؛ بحيث تتلقى هذه الأخيرة فقط بعض الجداول المالحة، التي تترسب على سطحها الملح الذي تحتويه ثم تتبخر. هذا التزويد الوفير بالماء العذب الدافئ يحافظ على واحات ذات رفاهية استثنائية في بلد حيث نادراً ما تتساقط الأمطار. توجد أنهار دائمة الجري بالوصف المشار إليه بين الحدود الجزائرية وقابس على الساحل. وتقع المدينة ذاتها في قابس على حافة واحة رائعة، تُحافظ عليها مياه نهر متدفق بشكل دائم يصب في البحر في قابس بعد مسافة لا تزيد عن 20 ميلاً.
سميت هذه المنطقة المحيطة بالشواطئ بـ "الجريد" منذ الفتوحات الإسلامية، إشارة إلى سعف النخيل، وكانت تشتهر ببلاد الجريد، أو "بلاد النخيل"، لدرجة أن الجغرافيين الأوروبيين قد مددوا التسمية من هذه المنطقة الصغيرة في جنوب تونس لتشمل الكثير من الداخل الإفريقي خلال القرنين السابع عشر والثامن عشر. ويمكن تضمين جزيرة جربة ضمن هذه البلاد، التي تقع بالقرب من سواحل تونس في خليج قابس. النخيل (نخلة التمر) في هذه المنطقة هو موطنه الأصلي، كما هو الحال في جنوب المغرب، وجنوب الجزائر، وأجزاء من ليبيا، ومصر، وبلاد الرافدين، وجنوب فارس، وشمال غرب الهند؛ ولكن إلى الشمال من خط العرض للجريد، لم يكن النخيل ينمو بشكل طبيعي في موريتانيا، تمامًا كما كان غريبًا على جميع أنحاء أوروبا، حيث كانت وجوده ناتجًا عن يد الإنسان. يمكن القول إلى حد ما أن شمال إفريقيا الحقيقية تقع شمال بلاد الجريد، التي، إلى جانب تشابهها مع الصحراء والجزيرة العربية وفارس، تمتلك لمسة من أصالة إفريقيا الحقيقية، تلك المسة التي يمكن ملاحظتها في وادي الأردن. في واحات الجريد، توجد عدة أنواع من الثدييات الاستوائية الأفريقية واثنان أو ثلاثة من الطيور السنغالية، ويبدو أن النباتات لها تشابه كبير مع إفريقيا الاستوائية بقدر ما لها تشابه مع أوروبا. في الواقع، فإن البلاد بين مرتفعات مطماطة والمضيق الفاصل بين جربة والبر الرئيسي تظهر كإفريقية بارزة في طبيعتها ومظهر نباتاتها. إلى الجنوب من الجريد، تكون البلاد بشكل رئيسي صحراوية - مساحات شاسعة غير مكتشفة من الرمال المتحركة، مع واحات نادرة. ومع ذلك، فإن كل هذه المنطقة الجنوبية من تونس تحمل أدلة على أنها كانت معرضة في وقت ما لأمطار غزيرة، التي نحتت وديانًا عميقة في السهول الجبلية الأصلية، وقد بررت وجود مجاري مياه ضخمة في الوقت الحالي - مجاري مياه ما زالت، بالقرب من منشأها، محظوظة بالقليل من الماء.
جذب التلال الرملية الضيقة التي تفصل بين شط الفجاج والبحر الأبيض المتوسط اهتمام العديد من الجغرافيين والمهندسين والدبلوماسيين. هؤلاء الأشخاص كانوا يطمحون إلى إنشاء "بحر الصحراء" الداخلي عن طريق توجيه مياه البحر الأبيض المتوسط إلى أحواض الصحراء الكبرى التي تقع تحت مستوى سطح البحر. قدم الجغرافي الفرنسي فرانسوا إيلي رودير والمُنشئ لقناة السويس فردينان دو ليسبس مقترحًا بارزًا لهذا الغرض في أواخر القرن التاسع عشر، لكن المشروع توقف بعد انسحاب الحكومة الفرنسية من تمويله. في وقت لاحق، قدمت مقترحات كجزء من مشروع بلوشير، بأن تستخدم المتفجرات النووية لحفر القناة المقترحة من البحر الأبيض المتوسط إلى شط الفجاج وأحواض أخرى في الصحراء الكبرى التي تقع تحت مستوى سطح البحر؛ إلا أن هذه المقترحات كانت أيضًا غير مجدية.